# ZombiU
ZombiU è un videogioco survival horror sviluppato da Ubisoft Montpellier in esclusiva per la console Wii U ed uscito nel 2012 assieme alla console stessa. Nel 2015, Ubisoft ha annunciato la realizzazione di un porting per PlayStation 4, Xbox One e PC.

## Sviluppo
Durante l'E3 2011 la Ubisoft ha annunciato lo sviluppo di un FPS in esclusiva su Wii U. Il videogioco, intitolato Killer Freaks From Outer Space, avrebbe proiettato il giocatore nella città di Londra a seguito di un'invasione aliena da parte di esseri mostruosi simili ai Rabbids. Nel 2012, Ubisoft Montpellier ha diffuso la notizia della lavorazione di uno sparatutto con gli zombie, ZombiU appunto, che è andato a prendere il posto di Killer Freaks From Outer Space. Il titolo che vedeva i Rabbids come antagonisti, infatti, è stato creato solo come tech demo dallo studio stesso per poter testare le potenzialità della console.

## Modalità di gioco
ZombiU è un gioco Survival horror in prima persona ambientato a Londra, in cui il giocatore assume il ruolo di un sopravvissuto casuale in un'apocalisse zombie. Il giocatore deve raccogliere vari oggetti e armi, che possono essere situati in diverse aree o saccheggiati dagli infetti, e utilizzarli per combattere e uccidere gli zombie. Se il personaggio del giocatore viene ucciso da un infetto, il che può verificarsi subendo molti danni o con un singolo morso di quello, morirà definitivamente, e il giocatore avrà quindi il ruolo di un altro sopravvissuto. Il personaggio precedente diventerà uno zombie, che il giocatore dovrà uccidere per reclamare il suo inventario originale. Se il giocatore ha abilitato il Miiverse, è possibile che appaiano come infetti i personaggi di altri amici. Inoltre, il giocatore può lasciare indizi sui muri con una bomboletta spray che altri giocatori possono vedere. I controlli del gioco sfruttano ampiamente tutti i vantaggi del Wii U GamePad. Durante il gioco normale il touchscreen è utilizzato per gestire l'inventario del giocatore e visualizzare una minimappa della zona immediata, che mostra la posizione del giocatore e gli oggetti nelle vicinanze. Il touchscreen è utilizzato anche per le azioni sensibili al contesto, ad esempio barricare porte o hackerare serrature a combinazioni. Il giroscopio Wii U GamePad, che consente al controller di percepire la sua rotazione e inclinazione nello spazio tridimensionale, è anche utilizzato: durante la visualizzazione del touchscreen il giocatore può muovere il controller nello spazio per concentrarsi su diverse aree dell'area di scansione al fine di trovare elementi. Durante l'esecuzione di queste azioni, la prospettiva sulla televisione passa a una visualizzazione di terza persona fissa, mostrando il personaggio del giocatore e la zona circostante. In questo stato, il giocatore è vulnerabile all'attacco e deve guardare sia il Wii U GamePad touchscreen e lo schermo televisivo al fine di evitare potenziali danni e attacchi alle spalle.

## Trama
400 anni fa l'astronomo gallese John Dee fece una profezia apocalittica conosciuta come Profezia Nera, destinata ad avverarsi nel 2012. Nel 2012 "The Prepper", un ex militare facente parte del gruppo chiamato "The Ravens of Dee" (I Corvi di Dee in italiano), composto da seguaci dell'astrologo, si prepara all'Apocalisse. Nel novembre 2012, la profezia comincia a manifestarsi sotto forma di un'epidemia di zombie a Londra, in Inghilterra. Qualche tempo dopo lo scoppio dell'epidemia, un sopravvissuto (il personaggio controllato dal giocatore) mentre fugge da un'orda di infetti, viene contattato da The Prepper, il quale lo guida fino al suo bunker all'interno della vastissima Metropolitana di Londra, salvandogli la vita. Qui il sopravvissuto viene fornito di armi, uno zaino di salvataggio e un palmare fornito di scanner e mappa. Qui The Prepper afferma di aver abbandonato i Ravens of Dee a causa di un disaccordo di opinioni: Dee affermò che l'apocalisse sarebbe stata sventata dagli "Angeli Neri". L'organizzazione credette che quella frase si riferisse a loro, ma The Prepper credeva che Dee si riferisse a qualcosa di molto più potente. Il giocatore inizia quindi a svolgere vari incarichi per The Prepper tenendosi in stretto contatto radio con lui fino a quando, esplorando il bunker di Buckingham Palace, il sopravvissuto trova un laboratorio sotterraneo dove il Dr. Knight, il medico della Famiglia reale britannica, sta cercando di sviluppare una cura contro l'epidemia. Il dottore chiede quindi aiuto al giocatore dicendogli di cercare i diari e le note lasciate da John Dee (che potrebbero contenere preziose informazioni per lo sviluppo dell'antidoto) in cambio di potenziamenti per il palmare e di una preziosa sostanza chimica in grado di eliminare all'istante gli infetti (una sostanza chiamata "Virucida"). Queste missioni si svolgeranno all'insaputa di The Prepper, il quale è fermamente convinto che non sia possibile sviluppare una cura. Uscito da Buckingham Palace, il sopravvissuto viene contattato da una ragazza di nome Sondra, la quale afferma che un elicottero si sta dirigendo verso la Torre Di Londra con l'intento di salvare eventuali superstiti e invita il giocatore a seguirla. Nonostante il disappunto di The Prepper, che tenta di convincere il giocatore a non fidarsi di Sondra, il sopravvissuto raggiunge la cima del castello, dove effettivamente l'elicottero arriva, ma in quel momento uno stormo di corvi si getta contro l'elicottero e finisce col farlo schiantare. Sconvolta per l'accaduto, Sondra va via promettendo però al sopravvissuto che avrebbe trovato un altro modo per lasciare Londra. Tornato al bunker, The Prepper avvisa il sopravvissuto che il generatore è quasi a corto di carburante e gli dice di andare da un certo Vikram a farsi dare del carburante. Raggiunto quindi il rifugio di Vikram, il giocatore scoprirà che l'uomo è impazzito. Vikram e suo figlio chiederanno al giocatore di andare in un vicino asilo nido e procurarsi degli antibiotici per la moglie. Nonostante le proteste di The Prepper, che consiglia al sopravvissuto di prendersi il carburante con la forza, il giocatore raggiunge il luogo (nel quale la direttrice di quest'ultimo si è trasformata in un infetto speciale in grado di teletrasportarsi che ha sterminato lo staff e i bambini presenti) e si procura gli antibiotici. Il giocatore torna quindi al rifugio di Vikram, solo per scoprire che l'uomo si è trasformato in zombie e ha ucciso la sua famiglia. Tornato al bunker con il carburante del generatore, il sopravvissuto riceve un messaggio da parte di una bambina che dice di essersi barricata con la famiglia nella chiesa di Saint Paul e che chiede aiuto. The Prepper pensa che sia una trappola, ma il sopravvissuto si dirige comunque sul luogo a controllare. The Prepper aveva ragione, in quanto il giocatore verrà catturato da Boris, un uomo che si autoproclama "Re degli Zombie", e la sua banda, che costringe i sopravvissuti a combattere come gladiatori in un'arena piena di zombie che si trova nel cortile della chiesa. Il sopravvissuto scamperà però alla morte grazie al fatto che le luci, la musica e il microfono dell'arena attira un'orda di zombie che massacra Boris e i suoi uomini. Il giocatore, dopo aver lasciato l'arena e recuperato il suo zaino con le sue armi, troverà tutti i diari e le note di Dee per il Dr. Knight, il quale afferma felice di poter creare la Panacea, un medicinale che potrebbe curare l'epidemia. Tornato al bunker, però, Knight contatta il sopravvissuto con notizie deludenti: la Panacea non è una cura, ma un semplice vaccino. Il giocatore si dirigerà quindi di nuovo a Buckingham Palace con The Prepper il quale, scoperto cosa stava facendo il sopravvissuto, si affermerà parecchio deluso da lui. Il Dr. Knight, intanto, ha lasciato il suo laboratorio e si è spostato negli alloggi della regina, dove intende trasferire la formula della Panacea su una chiavetta USB. Il giocatore raggiunge gli alloggi, ma scopre che Knight è stato ucciso e si è trasformato in uno zombie. Ucciso il dottore, il sopravvissuto usa il suo occhio per bypassare uno scanner della retina e recuperare la USB. A quel punto Sondra si fa di nuovo viva, affermando che è riuscita a contattare un altro elicottero e gli dice di ritornare alla Torre Di Londra e che la Royal Air Force ha intenzione di bombardare Londra per prevenire il diffondersi dell'epidemia. Questo causa l'ira di The Prepper, il quale ordina al sopravvissuto di lasciare il bunker. Mentre il sopravvissuto abbandona il luogo partirà una cutscene che rivela come The Prepper abbia usato i vari sopravvissuti che ha incontrato solo per procurarsi provviste e subito si rimette alla sua postazione in attesa di un nuovo sopravvissuto che gli faccia da lacchè. Intanto, il giocatore si dirige verso la Torre di Londra e, facendosi strada fra gli infetti, raggiunge la cima dove Sondra lo attende sull'elicottero. I due quindi si allontanano in volo mentre gli aerei della RAF (che si rivelano essere gli "Angeli Neri" della profezia di Dee) distruggono la città.         

## Critica
Il gioco ha ricevuto molte recensioni positive, con un totale di 77 su 100 da Metacritic. Eurogamer ha valutato ZombiU con un 9/10. EDGE ha valutato ZombiU con un 7/10. IGN ha valutato ZombiU con un 6.3/10. GameSpot ha dato a ZombiU il punteggio più basso con un 4,5/10. Game Informer ha dato a ZombiU un 5/10, affermando che il gioco era sciatto e mal eseguito. GameSNow ha invece elogiato positivamente il titolo apprezzandone l'originalità e la giocabilità.